# Энегольм, Егор Ильич
Егор Ильич Энегольм (Энгольм; 1788—1848) — русский военный деятель, генерал-майор генерального штаба.
Происходил из шведских дворян, сын И. И. Энегольма. По окончании первоначального образования в Гродненском кадетском корпусе 2 ноября 1806 г. был выпущен колонновожатым в свиту Его Величества по квартирмейстерской части, с назначением в армию генерала от кавалерии барона Беннигсена, с которой в кампании 1807 г. участвовал в сражениях под Гутштадтом, под Анкендорфом, при преследовании французов за реку Пассаргу, под Гейльсбергом и 2 июня под Фридландом. После этого сначала состоял при корпусе генерала Римского-Корсакова (1808 г.), а затем 1810—1811 гг. при армии Кутузова; в том же году он занимался исправлением подробной карты России.
В 1812 г., находясь в составе войск, посланных в Грузию для усмирения вспыхнувшего там восстания, Энегольм в феврале месяце участвовал в сражении у деревни Карабуланы при уничтожении большого отряда мятежников у селения Хатим, в марте при отражении неприятельской атаки, направленной на арьергард русских у деревни Чумлики и при вытеснении мятежников из деревни Чумак; после чего, находясь в отряде под командой шефа 9-го Егерского полка генерал-майора Лисаневича, строил земляное укрепление в Бамбинском округе. 
Командированный в 1813 г. в экспедицию, снаряженную с целью открыть местопребывание главного виновника восстания, грузинского царевича Александра, и наказать возмутившихся хевсурцев и костинцев, помогавших царевичу и дававших ему пристанище, Энегольм в мае участвовал в сражении при селении Борус-Ахо, расположенном у речки Арагвы, в июне находился при взятии крепости Шатили, расположенной на северной стороне Кавказского горного хребта в дикой и почти неприступной местности, и в сражении при ущелье Матхо во время преследования царевича Александра. На обратном пути, при следовании отряда через Кавказские горы в Грузию, Энегольм сражался с хевсурцами в ущельях Хахматы, Меноки, Ануши и Арагвы. По возвращении из экспедиции он находился в Карнбале при отряде князя Арбелиани.
В 1814 г. состоял в Персии при генерал-майоре Дренякине для производства глазомерной маршрутной съемки с военно-топографическими и статистическими описаниями от города Тифлиса до Тайрама, через Эривань, Нахичевань, Тавриз, Занган и Казбин. В 1818 г. Энегольм был при топографическом обозрении Сомхетии, а с 1821 по 1823 г. в командировках для съемок Казакской и Шамшадильской дистанций для обозрения Шамхорского ущелья и избрания нового горного сообщения Елизаветпольского округа с Карабахским ханством. В 1824—1825 гг. он присутствовал при разграничении Персии с Россией, определении границы Талышинского ханства с Персией и обозрении Муганской степи, а в 1826 г. состоял при персидском посольстве.
Во время персидской войны 1827—1828 гг. Энегольм сражался с неприятелем у Худоферинского моста, после чего, занимая должность обер-квартирмейстера при действующем Карабахском отряде, был в походе к Абас-Абату и округу Ингют. Назначенный исправляющим должность начальника штаба левого фланга войск, расположенных в Персии, Энегольм участвовал в занятии Мишкноской области и взятии крепости Ардебиля (1828).
В Турецкую кампанию 1828 г. Энегольм был командирован в Молдавию, в главную квартиру 2-й армии, и 1 января назначен начальником военного обозрения Валахского княжества. В мае он участвовал в блокаде крепости Силистрии, в кавалерийской атаке турецких батарей, охранявших Буланыкский мост, и в поражении верховного визиря под Кулевчой. В июле он был управляющим резервными войсками, следовавшими из России через Балканы на подкрепление действующей армии, в августе при занятии Адрианополя, с сентября по ноябрь при обозрении страны, лежащей между Константинополем и Адрианополем.
В 1830 г. за представленное им сочинение «Записки о городах забалканских» награжден бриллиантовым перстнем. 10 мая того же года Энегольм был назначен начальником Финляндской съемки, за удачное производство которой получил Высочайшее благоволение. Произведенный в 1833 г. в генерал-майоры, Энегольм в 1835 г., по болезни, вышел в отставку.

## Ордена и знаки отличия
- орден св. Георгия 4-й ст. (№ 4444 по кавалерскому списку Григоровича — Степанова)
- орден св. Владимира 4-й ст.
- орден св. Анны 2-й ст. с алмазами
- орден св. Анны 4-й ст.
- золотая шпага с надписью «за храбрость»
- знак отличия св. Георгия
- медали за кампанию Персидскую 1826—1828 гг. и Турецкую 1828—1829 гг.